# (1311) Knopfia
(1311) Knopfia es el asteroide número 1311 situado en el cinturón principal. Fue descubierto por el astrónomo Karl Wilhelm Reinmuth  desde el observatorio de Heidelberg, el 24 de marzo de 1933. Su designación alternativa es 1933 FF1. Está nombrado en honor del astrónomo alemán O. Knopf (1856-1945).